# Auberives-en-Royans
Auberives-en-Royans – miejscowość i gmina we Francji, w regionie Owernia-Rodan-Alpy, w departamencie Isère.
Według danych na rok 1990 gminę zamieszkiwało 321 osób, a gęstość zaludnienia wynosiła 63 osób/km² (wśród 2880 gmin regionu Rodan-Alpy Auberives-en-Royans plasuje się na 1309. miejscu pod względem liczby ludności, natomiast pod względem powierzchni na miejscu 1507.).